# Leonor de Anhalt-Zerbst
Leonor de Anhalt-Zerbst (en alemán, Eleonore von Anhalt-Zerbst; Zerbst, 10 de noviembre de 1608-Als, 2 de noviembre de 1681) fue una miembro de la Casa de Ascania y una princesa de Anhalt-Zerbst por nacimiento, y por matrimonio duquesa de Schleswig-Holstein-Sonderburg-Norburg.

## Biografía
Leonor era una hija del príncipe Rodolfo de Anhalt-Zerbst (1576-1621) de su primer matrimonio con Dorotea Eduviges (1587-1609), hija del duque Enrique Julio de Brunswick-Wolfenbüttel.
Contrajo matrimonio el 15 de febrero de 1632 en Norburg con el duque Federico de Schleswig-Holstein-Sønderburg-Norburg (1581-1658). Ella era su segunda esposa. La corte ducal en Nordborg tenía escasos recursos financieros y los hijos de Leonor debieron de buscarse una carrera en otro lugar. El teólogo Christoph Wilhelm Megander actuó como su confesor de 1653 en adelante. Durante el reinado de su hijastro, Juan Bogeslao, el ducado experimentó la bancarrota y el feudo fue terminado por Dinamarca.
Leonor murió en 1681 en su sede de viuda, el castillo de Østerholm en la isla de Als, y fue enterrada junto a su marido.

## Descendencia
De su matrimonio Leonor tuvo los siguientes hijos:
- hijo de nombre desconocido (1633-1633).
- Isabel Juliana (1634-1704), desposó en 1656 al duque Antonio Ulrico de Brunswick-Wolfenbüttel (1633-1714).
- Dorotea Eduviges (1636-1692), abadesa de Gandersheim de 1665 a 1678. Desposó en 1678 al conde Cristóbal de Rantzau-Hohenfeld (1625-1696).
- Cristián Augusto (1639-1687), almirante inglés.
- Luisa Amöna (1642-1685), desposó en 1665 al conde Juan Federico I de Hohenlohe-Neuenstein-Oehringen (1617-1702).
- Rodolfo Federico (1645-1688), desposó en 1680 a la condesa Bibiana de Promnitz (1649-1685).